# Xipe Totec
În mitologia și religia aztecă, Xipe Totec (în nahuatl: „Domnul nostru cel jupuit”) a fost zeul primăverii și al noii vegetații și patronul aurarilor. Zeul a fost adesea portretizat ca un preot purtând pielea care fusese îndepărtată, „jupuită”, de pe o victimă umană sacrificată.